# Thrypticus muhlenbergiae
Thrypticus muhlenbergiae är en tvåvingeart som beskrevs av Oskar Augustus Johannsen och Crosby 1913. Thrypticus muhlenbergiae ingår i släktet Thrypticus och familjen styltflugor. Inga underarter finns listade i Catalogue of Life.